# Vatikanisches Telefonamt
Das Vatikanische Telefonamt und der damit verbundene Telefondienst ist organisatorisch der Direktion der Telekommunikation des Governatorats des Vatikanstaates zugeordnet. Das Telefonamt plant, verwaltet und wartet die Netzinfrastruktur und verfügt über ausreichende Kompetenz und technischem Personal.

## Aufgaben
Dem Telefondienst des Vatikans obliegt die gesamte Planung, Verwaltung, Wartung und Erweiterung der Telekommunikations- und Datenübertragungsnetze. Die Telefonzentrale ist gleichwohl eine Vermittlungszentrale und ist für die ständige Aktualisierung von Hardware, Software, Leitungen und dem internen Telefonnummernplan zuständig. Das Amt ist für den technischen Aufbau und Betrieb des Intranet im Vatikan und dem Internet zuständig. Es verwaltet die internen Abrechnungen und Gebühren und ist mit dem Verkauf von Telefonkarten beauftragt.

## Der Telefondienst
Der Telefondienst des Vatikans wird seit 1948 betrieben, er ist unter die Obhut der Gesellschaft vom hl. Apostel Paulus gestellt. Insgesamt sind über 30 Zivilpersonen, einige Priester und mehrere Ordensschwestern, die über die entsprechende Qualifikation verfügen und mehrere Fremdsprachen beherrschen, angestellt.

## Die Telefonvermittlung
Die erste, aus zehn Telefonleitungen bestehende, Vermittlung wurde 1886 installiert. Die Verbindung zwischen dem Heiligen Stuhl und der Sommerresidenz Castel Gandolfo wurde mit Funk überlagert. Nach dem Abschluss der Lateranverträge im Jahr 1929 wurde das Telefonnetz des Vatikans erheblich erweitert. Durch eine großzügige Spende konnte die Telefonvermittlung 1930 auf eine Kapazität von 360 Anschlüssen erhöht werden. 1960 waren an die Vermittlung 1500 Teilnehmer, und schon einige Zeit später 3000 Teilnehmer, angeschlossen. Die Vermittlungsmöglichkeiten führten nun auch über die Grenzen des Vatikans in die Außenbereiche der vatikanischen Einrichtungen. Die letzte Erweiterung auf 5120 Anschlüsse und die Verlegung von Glasfaserkabel erfolgte 1992.